# 静岡県道24号富士裾野線
静岡県道24号富士裾野線（しずおかけんどう24ごう ふじすそのせん）は、静岡県富士市から裾野市に至る県道（主要地方道）である。

## 概要

### 路線データ
- 起点 : 富士市今泉1丁目（和田町交差点、静岡県道22号三島富士線交点）
- 終点 : 裾野市佐野（佐野交差点、静岡県道394号沼津小山線交点）
- 実延長 : 24,389 m

## 歴史
- 1976年（昭和51年）7月13日 - 路線名が富士七色石裾野線から富士裾野線へ変更される[1]。
- 1993年（平成5年）5月11日 - 建設省から、県道富士裾野線が富士裾野線として主要地方道に指定される[2]。
- 2022年（令和4年）7月18日 - 今宮バイパスの一部区間（0.3 km）が開通する[3]。

## 路線状況

### バイパス道路
- 今宮バイパス

### 重複区間
- 国道469号（富士市桑崎 - 裾野市須山・須山交差点）

## 地理

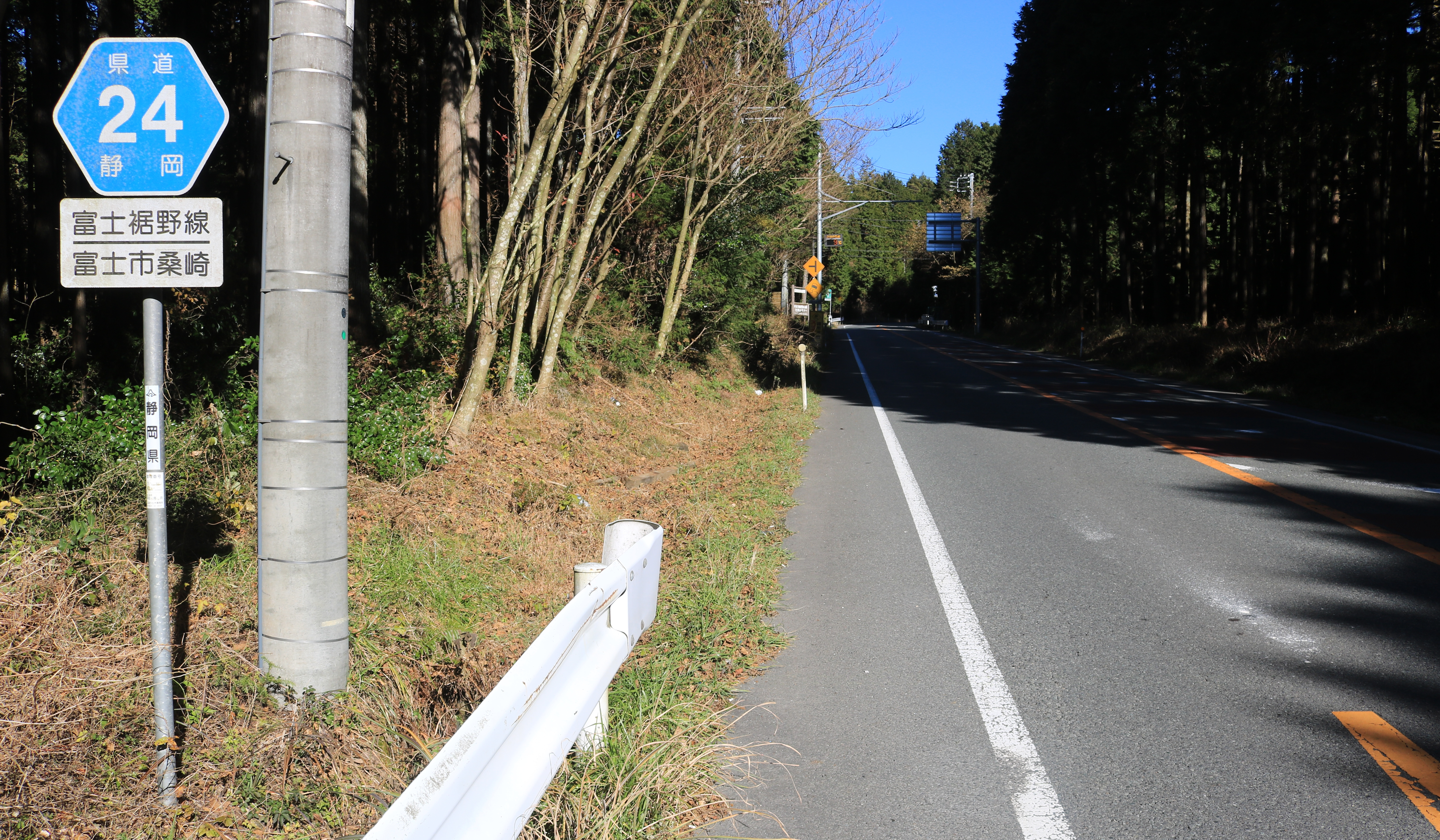
静岡県道24号富士裾野線、富士市桑崎

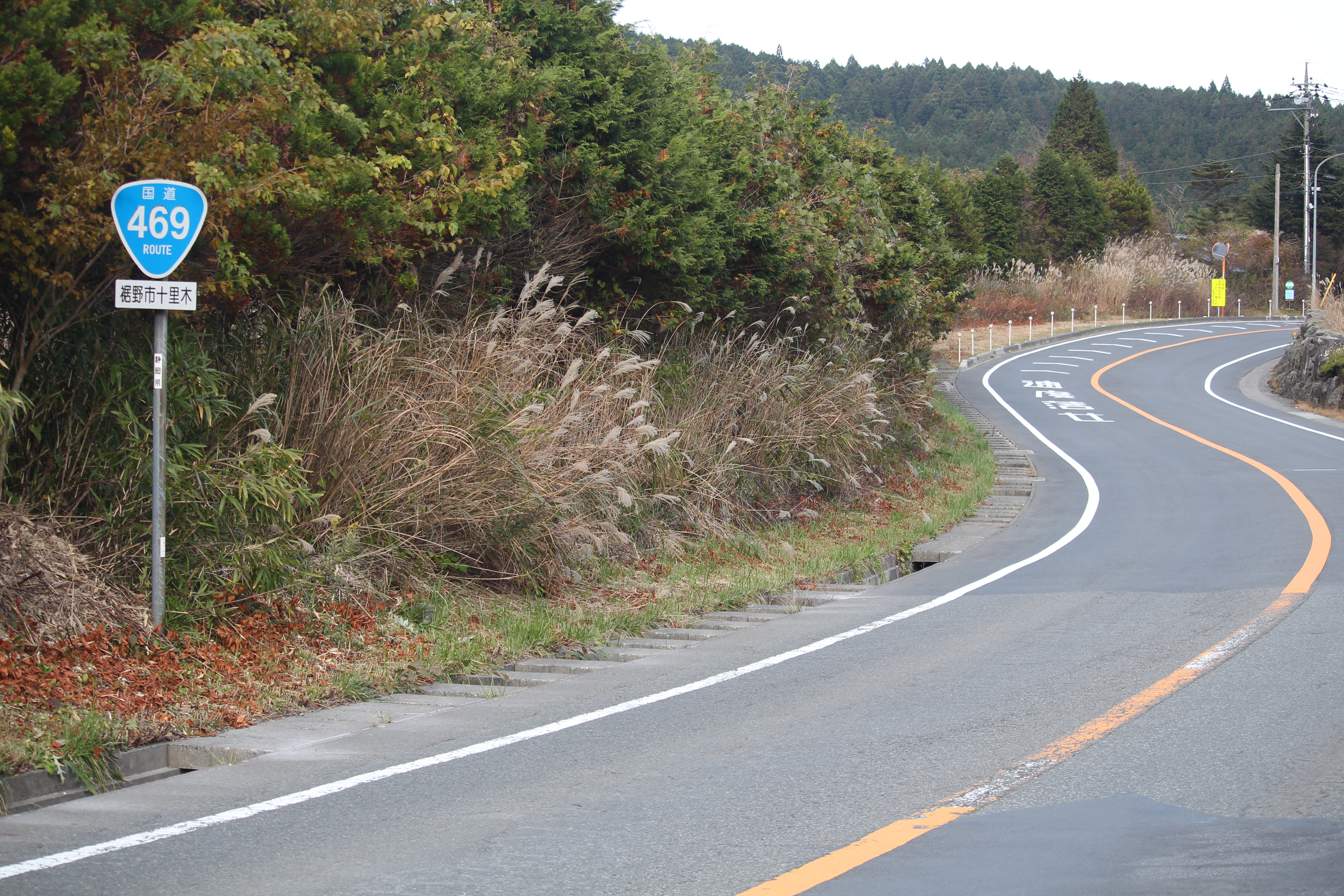
国道469号との重複区間、裾野市十里木

### 通過する自治体
- 富士市
- 裾野市

### 交差する道路
| 交差する道路                 | 交差する場所 | 交差する場所 |
| ---------------------------- | ------------ | ------------ |
| 静岡県道22号三島富士線       |              |              |
| 静岡県道22号三島富士線       | 富士市       | 和田町       |
| 静岡県道88号一色久沢線       | 富士市       | 一色南       |
| 静岡県道76号富士富士宮由比線 | 富士市       | -            |
| 国道469号                    | 富士市       | -            |
| 国道469号                    |              |              |
| 国道469号                    | 裾野市       | 須山         |
| 国道246号（裾野バイパス）    | 裾野市       | 千福         |
| 静岡県道394号沼津小山線      | 裾野市       | 佐野         |

- 静岡県道157号五本地御殿場線（裾野市須山、国道469号 重複区間）